# Podbieły
Podbieły (gleby iluwialno-glejowe) – występujące na dalekim wschodzie Azji gleby charakteryzujące się odgórnym oglejeniem, przemieszczeniem frakcji ilastej w głąb profilu oraz, co charakterystyczne, białą osypką krzemionkową w dolnej części poziomu iluwialnego. 
Podbieły są glebami śródstrefowymi występującymi wyłącznie na dalekim wschodzie Rosji, w pasie klimatu subborealnego (Kraj Przymorski, Nizina Ussuryjsko-Chankijska, Nizina Środkowo-Amurska). Znajduje się je na starych terasach rzecznych położonych na wysokości 100–400 m n.p.m.  
Gleby te są zbudowane z piasków gliniastych lub z glin. Charakteryzują się one przemieszczeniem frakcji ilastej oraz próchnicy w głąb profilu do poziomu akumulacji frakcji ilastej, oglejeniem odgórnym (opadowym) w poziomie wymywania (wybielenie poziomu i występowanie konkrecji żelazistych) o słabo kwaśnym lub obojętnym odczynem. Cechą charakterystyczną, którą spotyka się tylko w podbiełach, jest występowanie w dolnej części poziomu iluwialnego białej osypki krzemionkowej  . Wytrąca się ona z krzemianowo-wodorowęglanowych wód gruntowych, które są regionalną geochemiczną specyfiką nizin Dalekiego Wschodu .
W zależności od wieku i wysokości teras oraz od porastającej je roślinności podbieły dzieli się na łąkowe i leśne. Podbieły łąkowe spotyka się na terasach niższych i środkowych oraz spotyka się u nich oglejenie gruntowe w dolnej części profilu. W stosunku do podbiełów leśnych, spotykanych na terasach wyższych, mają też bardziej miąższy, ciemniejszy i o większej zawartości próchnicy (10-20%, gdy leśne tylko 6-10%) poziom próchniczny .
Według międzynarodowej systematyki gleb WRB zalicza się je do Luvisols lub Albeluvisols. Według amerykańskiej systematyki Soil Taxonomy należą one do rzędu Alfisols. W systematyce gleb Rosji podbieły wydziela się jako dwa typy w dziale gleb o zróżnicowanym uziarnieniu: podbieły ciemnohumusowe (Podbieły leśne) i podbieły ciemnohumusowe glejowe (podbieły łąkowe) .
B. A. Zimowiec i J. A. Liwerowski wydzielili podbieły i nadali im nazwę .